# Robert S. Dietz
Robert Sinclair Dietz (Westfield, Nueva Jersey, EE. UU., 14 de septiembre de 1914; Tempe, Arizona, EE. UU., 19 de mayo de 1995) fue un geólogo marino, geofísico y oceanógrafo que desarrolló investigaciones pioneras simultáneamente con Harry Hammond Hess en relación con la expansión del fondo oceánico, una de las dimensiones principales de la Tectónica de Placas. Con sus publicaciones de 1960-1961, pusieron en marcha la revolución en las ciencias de la Tierra que esta teoría supuso. Dietz fue pionero también en la introducción de nuevos medios en la exploración oceanográfica, en el estudio de la geomorfología del talud continental y en la frecuencia e importancia de los impactos meteoríticos, lo que le convierte en un miembro destacado en la lista de los nuevos catastrofistas.

Sus títulos universitarios, incluyendo grado (1936), máster (1939) y doctorado (1941), los obtuvo en la Universidad de Illinois, aunque su trabajó de investigación doctoral lo realizó en la Scripps Institution, dependiente de la Universidad de California en San Diego. Dietz tenía clara su vocación geológica desde antes de empezar la carrera, y se matriculó en Illinois porque era barato.
Su mentor fue Francis Parker Shepard, que enseñaba en Illinois pero investigaba en Scripps. El deseo de Dietz era investigar para su tesis doctoral el relieve lunar, pero Shepard le disuadió, orientándole al estudio de la topografía de los cañones submarinos de la costa de California, de la sedimentación y los sedimentos que allí se presentan. Dietz hizo contribuciones notables en esos dos campos, los cráteres lunares y el relieve oceánico, entre otros.

## Geomorfología submarina
Durante la guerra sirvió en la aviación, como oficial de tierra y como piloto, con muchas misiones en Sudamérica, época en la que aprendió español y desarrollo interés por la geología de Los Andes. Tras la guerra fue invitado a organizar un grupo investigador del fondo oceánico para la Marina, fundando la Sea Floor Studies Section del Naval Electronics Laboratory. Con este grupo cartografió fondos marinos, como el abanico aluvial del cañón submarino de Monterrey. Dietz fue un pionero en la utilización de la escafandra autónoma y en la del batiscafo para la investigación submarina. Entre 1953 y 1958 exploró los fondos del Pacífico Noroccidental, en torno a Japón. Bautizó la dorsal asísmica, una cadena de relieves submarinos, que desde entonces llamamos cadena del Emperador, que representa el extremo más antiguo de la misma fila de relieves que las islas Hawái, formada a lo largo del tiempo sobre un mismo punto caliente. Fue en esta época cuando comentó a Robert Fisher «que algo debía estar arrastrando esos viejos relieves volcánicos hacia el Norte, como una célula de convección». Además de con Cousteau, Dietz mantuvo una estrecha colaboración con Jacques Piccard, con el que publicó un libro sobre las exploraciones que realizaron con el.

## Impactos meteoríticos

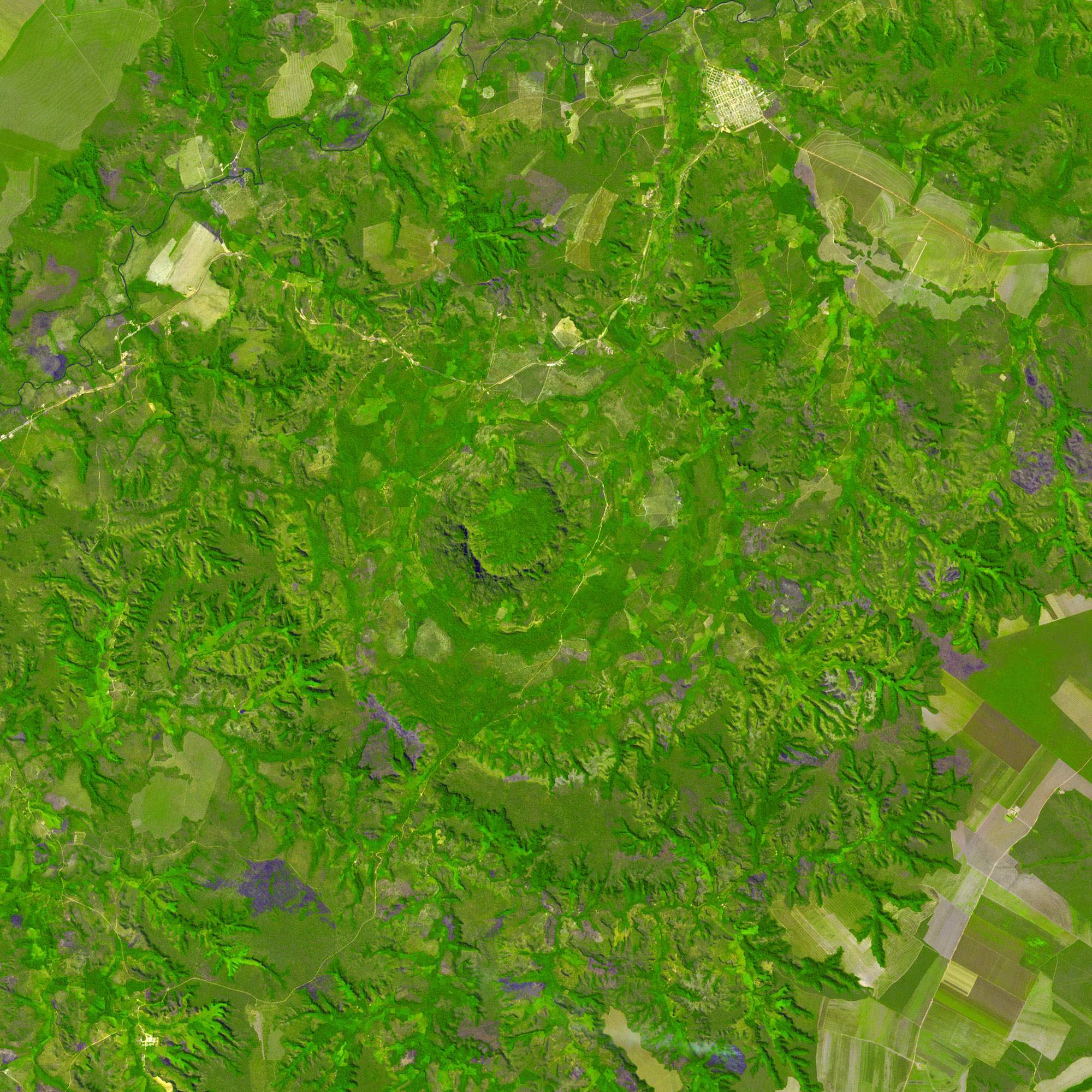
El cráter triásico de Serra da Cangalha, en Marañón, Brasil. De unos 12 km de diámetro, fue codescubierto por Dietz.

Robert S. Dietz fue un investigador dedicado de los impactos meteoríticos, y de los cráteres que dejan en la superficie terrestre y de otros cuerpos planetarios. Acuñó el término astroblema con que ahora nos referimos a esos cráteres, y aportó más que nadie a la demostración de que los cráteres de la Luna tienen ese origen, y no otro volcánico. D. Wilhelms, geólogo del USGS que contribuyó a la cartografía lunar y a la instrucción geológica de los astronautas del proyecto Apolo, escribió que «Dietz enumeró ocho propiedades de los cráteres lunares que los distinguen de los cráteres volcánicos terrestres, y extrajo la conclusión evidente, que por alguna razón había escapado a tantos otros, de que esas diferencias indicaban un origen no volcánico». Fue el primero en identificar la Cuenca de Sudbury como huella residual de un antiguo impacto, y de la misma manera descubrió una amplia colección de otros cráteres importantes, como el cráter de Vredefort, en Sudáfrica, o el de la Serra da Cangalha, en Brasil. Abanderó el uso de conos astillados para reconocer las estructuras de impacto. Dietz fue asesor científico de la compañía propietaria del Meteor Crater.
Su contribución al reconocimiento de la abundancia de cráteres y su importancia para la evolución de la corteza terrestre y de la biosfera, Dietz merece ser citado como unos de los nombre más importantes del nuevo catastrofismo. Troy L. Pewed escribió que «no es exagerado afirmar que la contribución de Dietz a nuestra comprensión del proceso del impacto meteorítico, y a la abundancia de las estructuras de impacto en la historia de la Tierra, contribuyó significativamente al despertar de la conciencia de la comunidad geológica a la importancia de los episodios catastróficos en la historia terrestre, incluso de su efecto deletéreo sobre ciertas formas de vida». Por sus méritos en la investigación de los cráteres de impacto Dietz recibió la medalla Barringer de la Meteoritical Society.

## Expansión del fondo oceánico
Mientras trabajaba para la Scripps Institution of Oceanography Dietz exploró los fondos del Pacífico noroccidental. Según Robert Fisher, observando la naturaleza y extensión de la cadena de montes submarinos Hawái-Emperador, reflexionó que algo debía estar arrastrando esos viejos relieves volcánicos hacia el norte, como arrastrados por una célula de convección.

## Reconocimientos
Recibió importantes premios como la medalla Walter H. Bucher de la American Geophysical Union, en 1971; la medalla Barringer, de la Sociedad Meteorítica, en 1985; y la medalla Penrose, de la Geological Society of America, en 1988.

## Militancia anticreacionista
Dietz fue en los últimos años de su vida un dedicado crítico del creacionismo estadounidense, y ejerció en 1985 como asesor académico de dos grupos estudiantiles de la Universidad de Arizona, Americans Promoting Evolution Science (APES) y los Phoenix Skeptics. Dietz habló sobre evolución y creacionismo en reuniones de estos grupos, y debatió contra el creacionista Walter Brown y el apologista cristiano William Lane Craig en la Universidad de Arizona.

## Conferencias Robert S. Dietz
La Escuela de Exploración Terrestre y Espacial de la Universidad de Arizona patrocina anualmente unas conferencias en memoria de Robert S. Dietz, que han sido impartidas por:
- 2006 Eugenie Scott, director ejecutivo del Centro Nacional para Educación Científica.[9]
- 2007 John M. Grumsfeld, astronauta de la NASA[10]
- 2011 John Grotzinger, del Instituto de Tecnología de California - Caltech.[11]

## Artículos selectos
- «Earth, Sea, and Sky: Life and Times of a Journeyman Geologist». Annual Review of Earth and Planetary Sciences 22: 1-32. 1994. Bibcode:1994AREPS..22....1D. doi:10.1146/annurev.ea.22.050194.000245.Bibcode:1994AREPS..22....1D. doi:10.1146/annurev.ea.22.050194.000245.
- Creation/Evolution Satiricon: Creationism Bashed. Winthrop, WA: Bookmaker. 1987.Winthrop, WA: Bookmaker.
- «In Defense of Drift». The Sciences 23: 26. Nov–Dec 1983. «In Defense of Drift». The Sciences 23: 26. Nov–Dec 1983.: 26.
- Sudbury Structure as an Astrobleme. University of Chicago. 1964.
- «Continent and Ocean Basin Evolution by Spreading of the Sea Floor». Nature 190 (4779): 854-857. 3 de junio de 1961. Bibcode:1961Natur.190..854D. doi:10.1038/190854a0.Bibcode:1961Natur.190..854D. doi:10.1038/190854un0.
- «Marine geology of northwestern Pacific: description of Japanese bathymetric chart 6901». Bull. Geol. Soc. Amer. 65 (12): 1199. 1954. Bibcode:1954GSAB...65.1199D. ISSN 0016-7606. doi:10.1130/0016-7606(1954)65[1199:MGONPD]2.0.CO;2. «Marine geology of northwestern Pacific: description of Japanese bathymetric chart 6901». Bull. Geol. Soc. Amer. 65 (12): 1199. 1954. Bibcode:1954GSAB...65.1199D. ISSN 0016-7606. doi:10.1130/0016-7606(1954)65[1199:MGONPD]2.0.CO;2.
- «Mendocino submarine escarpment». Journal of Geology 60 (3): 266-278. mayo de 1952. Bibcode:1952JG.....60..266M. doi:10.1086/625962. «Mendocino submarine escarpment». Journal of Geology 60 (3): 266-278. mayo de 1952. Bibcode:1952JG.....60..266M. doi:10.1086/625962.